# جاك تورنبول
جاك تورنبول (بالإنجليزية: John Turnbull)‏ هو لاعب اللاكروس ومهندس أمريكي، ولد في 30 يونيو 1910، وتوفي في 18 أكتوبر 1944.

## وصلات خارجية
- جاك تورنبول على موقع أوليمبيديا (الإنجليزية)